# Christian Schultz-Gerstein
Christian Schultz-Gerstein (* 2. Oktober 1945 in Dahl (Hagen); † 3. März 1987 in Hamburg) war ein deutscher Journalist.

## Leben
Christian Schultz-Gerstein war ein Sohn des Juristen Günther Schultz (1911–1993) und der Charlotte Gerstein (1919–2006). Sein älterer Bruder ist der Jurist Hans-Georg Schultz-Gerstein. Ein Onkel mütterlicherseits war Kurt Gerstein.
Nach dem Abitur studierte Christian Schultz-Gerstein zunächst Germanistik an der Universität Tübingen, brach dieses Studium jedoch ebenso vorzeitig ab wie ein danach an der Universität Hamburg begonnenes Theologiestudium.
Ab 1970 veröffentlichte er Artikel in der Zeit und arbeitete als Tennislehrer. 1976 wurde er Kulturredakteur des Spiegels.
1979 veröffentlichte er den Band Der Doppelkopf. Dieser enthielt im Wesentlichen ein 1976 geführtes Interview mit dem österreichischen Schriftsteller Jean Améry, in dem es um dessen Buch Hand an sich legen geht, sowie einen Essay, in dem sich Christian Schultz-Gerstein kritisch mit dem Verhalten seines Vaters als Richter in der NS-Zeit auseinandersetzt. In letzterem schildert Christian Schultz-Gerstein, dass er wegen der Beteiligung seines Vaters an damaligen Verurteilungen wegen Rassenschande und dessen fehlender diesbezüglicher Reue im Jahre 1976 den Kontakt zu diesem abbrach; weiter berichtet Christian Schultz-Gerstein dort von einem wenig später eingetretenen Zerwürfnis auch mit seiner Mutter, nachdem er dieser gegenüber Jürgen Ponto als „Finanzterroristen“ bezeichnet habe.
Während seiner Tätigkeit für den Spiegel entwickelte sich zwischen Christian Schultz-Gerstein, der Spiegel-Mitarbeiterin Karola Kraesze und dem Spiegel-Herausgeber Rudolf Augstein eine Dreiecksbeziehung, welche im Zusammenhang mit einer Schwangerschaft Kraeszes schließlich dazu führte, dass Christian Schultz-Gerstein den Spiegel im Jahre 1984 verließ. Zu diesem Zeitpunkt hatte Christian Schultz-Gerstein 100.000,- DM Spielschulden, weil er seine jährliche Gewinnbeteiligung beim Pokern an Hermann L. Gremliza verloren hatte. Der Spiegel beglich diese Spielschulden beim Weggang Christian Schultz-Gersteins.
Danach arbeitete Christian Schultz-Gerstein zwei Jahre lang für den Stern.
Seinen letzten Artikel schrieb Christian Schultz-Gerstein im Dezember 1986 aus Anlass des 40. Jubiläums des Spiegels. Darin bezeichnete er Rudolf Augstein u. a. als „Herrenmenschen“ und „Menscheneigentümer“ mit „Kasino-Manieren“. Der Artikel sollte eigentlich in der Stadtzeitung Szene Hamburg erscheinen, welche die Veröffentlichung jedoch aus Angst vor juristischen Schritten Rudolf Augsteins ablehnte. Der Artikel erschien daher erst posthum in einem Sammelband.
Anfang 1987 reiste Christian Schultz-Gerstein mehrfach nach Israel, wo er u. a. in der Jerusalemer Wohnung von Henryk M. Broder logierte. Er plante, das am 25. März 1987 in Tel-Aviv stattgefundene erste Länderspiel zwischen den Herrenfußballnationalmannschaften Israels und der Bundesrepublik Deutschland zu besuchen und anschließend einen Artikel darüber zu schreiben.
Er verstarb jedoch am 3. März 1987 in seiner Wohnung in der Löwenstraße 47 in Hamburg. Seine Leiche wurde erst mehrere Wochen nach seinem Tod gefunden, nachdem seine Wohnungsnachbarn Verwesungsgeruch wahrgenommen und deshalb die Polizei verständigt hatten.
Eine Obduktion des Leichnams ergab weder Hinweise auf Fremdverschulden noch auf eine vorsätzliche Selbsttötung. Dennoch wird von vielfach von einem Suizid ausgegangen bzw. über einen solchen spekuliert, was unter anderem mit der Bewunderung Christian Schultz-Gersteins für den Suizidenten Jean Améry begründet wird. Andere äußern die Vermutung, dass sein Tod auf übermäßigen Alkoholkonsum zurückzuführen sei.

## Publizistische Standpunkte
In seinen Publikationen zeigte Christian Schultz-Gerstein eine große Begabung für Literarisch-Feuilletonistisches. Er zeichnete sich ferner durch eine besondere Meinungsfreudigkeit aus. Besonderen Respekt gegenüber den großen Namen der Kulturszene zu zeigen, war seine Sache nicht. 
So bezeichnete er Marcel Reich-Ranicki als „furchtbaren Kunst-Richter“ und warf diesem „Komplizenschaft mit den bestehenden Macht- und Sittenverhältnissen“ vor.
Über das Buch Paare, Passanten des von ihm als „Mode-Autor“ titulieren Botho Strauß schrieb er, dass dieses
„in der Kultur-Moral der 50er Jahre stehengeblieben ist, als das Fernsehen und die Rockmusik noch des Teufels waren, des Menschen wahre Bestimmung aber darin lag, ein gutes Buch zu lesen und klassische Musik zu hören. Wie der selige Süsterhenn mit der Aktion ‚Saubere Leinwand‘ einst, so tritt uns jetzt Botho Strauß als Anwalt der reinen Seele mit Abitur, Allgemeinbildung und Belesenheit entgegen und kämpft den alten Kampf gegen ihre Verunreinigung durch neumodische Belanglosigkeiten. Der Ungeist des Fernsehens, die böse Reklame, die banalen Magazine – die ganze verbotene jugendgefährdende Welt des pfäffischen Bildungskleinbürgertums der Adenauer-Ära breitet Strauß noch einmal aus.“
Peter Sloterdijk wurde von ihm als „geschwätziger Philosophendarsteller“ charakterisiert.
Günter Grass bescheinigte er, „sich in den Lebensfragen der Nation als der allein zuständige Boss zu behaupten“ bzw. sich als „Privatstaatsmann“ zu gerieren, der „sich selbst als einzig gültigen Maßstab inthronisiert“ habe.

## Schriften
- Der Doppelkopf, nach einem Gespräch mit Jean Améry, März bei Zweitausendeins, Frankfurt am Main 1979.
- Rasende Mitläufer, Porträts, Essays, Reportagen, Glossen. Edition Tiamat, Berlin 1987, ISBN 3-923118-16-3.
- erweiterte Neuauflage: Rasende Mitläufer, kritische Opportunisten. Porträts, Essays, Reportagen, Glossen. Edition Tiamat, Berlin 2021, ISBN 978-3-89320-280-5.